# Mílton Alves da Silva
Mílton Alves da Silva, meglio noto come Salvador (Porto Alegre, 16 ottobre 1931 – San Paolo, 1973), è stato un calciatore brasiliano, di ruolo difensore.
Inizia la carriera in Brasile e sin da giovane si fa notare dalle maggiori squadre del Paese: a 19 anni è al Palmeiras, quindi gioca anche con quelle che all'epoca sono le due migliori squadre dello stato del Rio Grande do Sul, prima veste i colori del Gremio, poi quelli dell'Internacional di Porto Alegre.
Nel 1955 è tesserato dagli uruguaiani del Peñarol con cui vince tre campionati consecutivi (1958, 1959 e 1960) e la Libertadores del 1960, disputando anche l'Intercontinentale persa contro il Real Madrid campione d'Europa. In seguito gioca anche con il River Plate e con l'Estudiantes in Argentina, terminando la propria carriera ad alti livelli nel 1962.

## Palmarès

### Competizioni statali
- Campionato Gaucho: 4

Internacional: 1951, 1952, 1953, 1955

### Competizioni nazionali
- Campionato uruguaiano: 3

Peñarol: 1958, 1959, 1960

### Competizioni internazionali
- Coppa Libertadores: 1

Peñarol: 1960